# Ksudač
Ksudač (rusky Ксудач) je v současnosti neaktivní stratovulkán, nacházející se v jižní části poloostrova Kamčatka. Masiv vulkánu je tvořen převážně čedičově-andezitovými lávami, částečně přeměněnými a dacitovými pyroklastiky. Jeho vrchol je ukončen pěti překrývajícími se kalderami, ve východní části kalderového komplexu se nachází několik jezer (Bolšoje a Kratěmoje ozero).
Tři mladší kaldery vznikly v posledních 10 000 letech (v letech 7900, 5000 a 240 před Kr.) Poslední erupce (240 př. Kr.) byla jedna z největších na Kamčatce během holocénu, objem vyvržené tefry dosáhl 15 km³ a objem pyroklastických proudů 3 až 4 km³. Historicky zaznamenaná erupce na jaře roku 1907 také nebyla, co se týče objemu vyvržených sopečných produktů, nejmenší – 2,4 km³ tefry.